# معركة صعدة (2016)
معركة صعدة هي حرب مستمرة منذ أواخر أكتوبر 2016 في محافظة صعدة تشنها القوات المسلحة اليمنية تهدف لإعادة السيطرة على محافظة صعدة التي يسيطر عليها يشنها الحوثيون والجيش المؤيد لعلي عبد الله صالح. ودخلت محافظة صعدة النزاع العسكري خلال الحرب الأهلية التي بدأت منذ مارس 2015.

## الأحداث
في أوائل شهر أكتوبر 2016 دخلت محافظة صعدة في خط المواجهات البرية لأول مرة عندما تقدمت قوات حكومية من «منفذ البقع» الحدودي مع السعودية ودخلت محافظة صعدة، وسيطرت على مطار البقع المحلي في مديرية كتاف والبقع.
في 31 ديسمبر 2016 تمكنت وحدات الجيش من استعادة السيطرة على مركز قيادة اللواء 101 مشاة في جبهة البقع بمحافظة صعدة، ومواقع أخرى في منطقة البقع أهمها جبال العضبا.